# Airbus A330neo
L'Airbus A330neo è un aereo a fusoliera larga, progettato e costruito dall'azienda aeronautica Airbus. Si tratta dell'evoluzione del precedente Airbus A330.
Il 14 luglio 2014 l'aeromobile venne presentato al Farnborough Airshow, promettendo un consumo del 14% per passeggero in meno rispetto alla versione precedente e montando un motore dedicato prodotto dalla Rolls-Royce, il Trent 7000 (da qui la sigla NEO: New Engine Option), più potente ed efficiente rispetto ai motori montati sui precedenti A330.
L'aereo è stato sviluppato a partire dalle versioni -200 e -300 della famiglia dell'Airbus A330: la versione -800 possiede un'autonomia di 8 150 nmi (15 094 km) con un totale di 406 passeggeri mentre la versione -900 possiede un'autonomia di 7 200 nmi (13 334 km) con un totale di 460 passeggeri. Il modello -900 ha effettuato il primo volo il 19 ottobre 2017 ricevendo la certificazione EASA il 26 settembre 2018. Il primo esemplare è stato consegnato a TAP Air Portugal il 26 novembre 2018, entrando in servizio due giorni dopo.

## Storia del progetto

### Studi iniziali

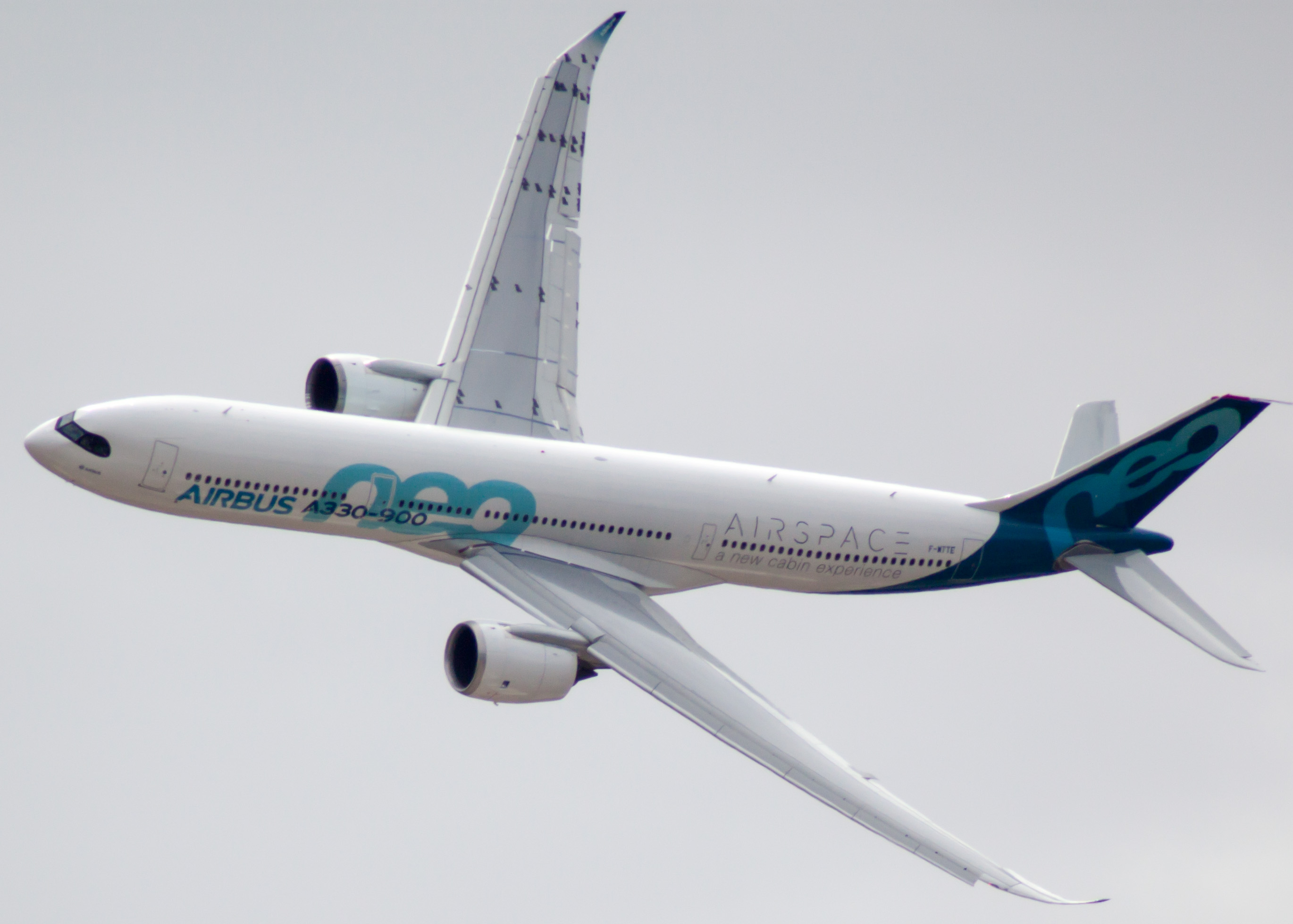
Il secondo prototipo in volo

Con il lancio del Boeing 787 nel 2004, Airbus iniziò a studiare una versione migliorata dell'Airbus A330, ma in seguito ad alcuni sondaggi risultò che la maggior parte dei possibili clienti fosse contraria, portando alla realizzazione dell'Airbus A350. Nel 2010, in seguito al successo dell'Airbus A320neo, diverse compagnie tra cui AirAsia proposero di applicare simili migliorie anche all'A330.

### Il lancio
Il 14 luglio 2014, al Farnborough Airshow, Airbus annunciò ufficialmente il lancio del programma A330neo. Il nuovo aereo prevede un consumo medio per passeggero del 14% più basso rispetto all'A330. Inoltre l'aereo è equipaggiato in esclusiva con un motore turboventola dedicato prodotto dalla Rolls-Royce, il Trent 7000. Il suo raggio d'azione aumenterà di 400 nmi (741 km) e, pur condividendo il 95% della componentistica con il modello precedente, i costi di manutenzione saranno ridotti. Nuove winglets lunghe 3,7 m ispirate dall'A350, tuttora entro i requisiti della categoria E ICAO e un'aerodinamica della gondola del motore evoluta porteranno ad un miglioramento dell'aerodinamica del 4%.
Lo sviluppo del nuovo aeromobile dovrebbe avere un impatto del -0,7% sul ritorno delle vendite tra il 2015 e il 2017, pari a $2 miliardi (circa 1,7 miliardi di €).

### Produzione

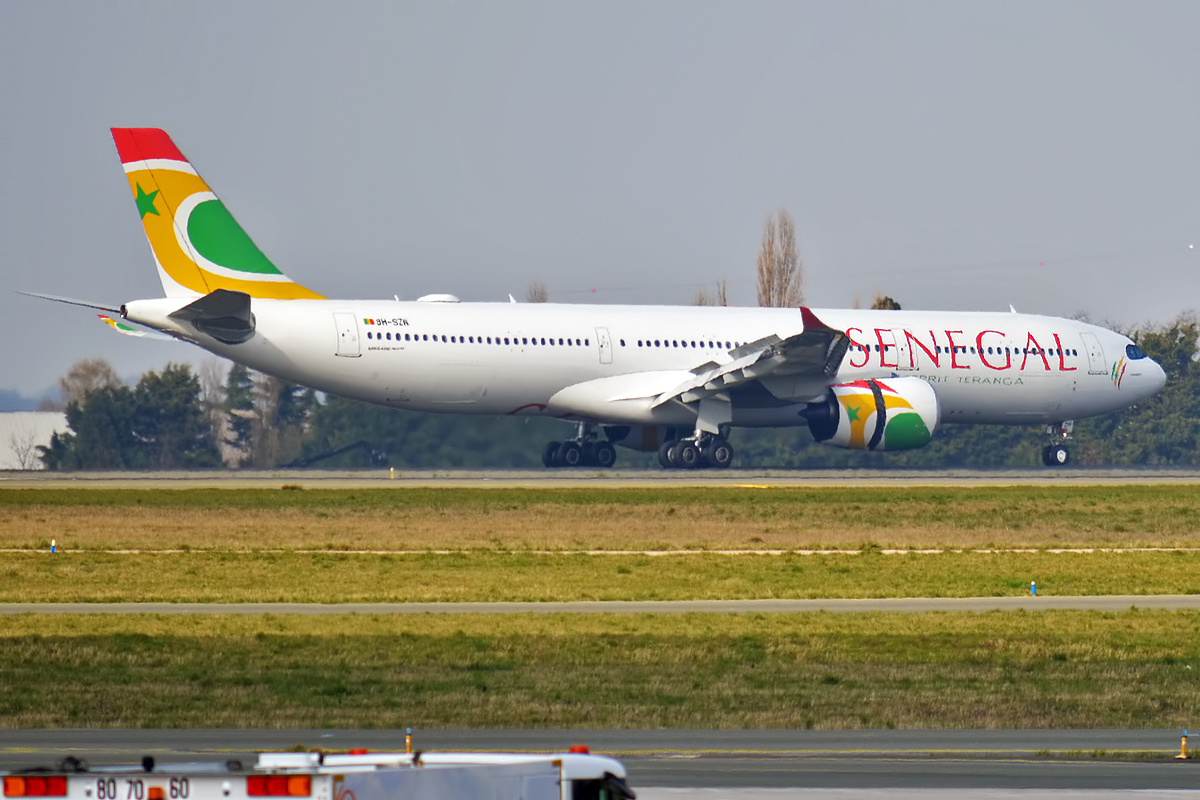
Un A330-900neo di Air Senegal

Il 7 settembre del 2015 Airbus annunciò ufficialmente l'inizio della produzione di alcune sezioni del primo prototipo, in versione -900, il cui assemblaggio finale è cominciato a settembre dell'anno successivo nelle linee dello stabilimento di Tolosa. Dopo una fase iniziale positiva, il progetto presentò però un rallentamento dovuto a problemi allo sviluppo dei motori, che hanno causato lo slittamento dei test di alcuni mesi. Con un ritardo di oltre tre mesi, il primo esemplare è comunque riuscito ad effettuare il volo inaugurale nel mese di settembre 2017. Ad ottobre del 2017 è anche iniziato l'assemblaggio del primo A330-800, il cui volo inaugurale è stato effettuato nel 2018.
La costruzione dell'aereo, come avviene solitamente per la Airbus, è suddivisa tra diverse nazioni: flap e stabilizzatori sono installati sulle ali a Brema, le sezioni della fusoliera sono costruite nello stabilimento di Amburgo, la parte centrale delle ali a Nantes, i sostegni dei motori a Tolosa e le winglet in Corea del Sud. A Tolosa avviene anche l'assemblaggio finale dell'aereo. Per fare posto ai nuovi esemplari in costruzione, dal 2019 è ridotta la produzione a Tolosa dell'A330.
Il 15 maggio 2018, per velocizzare il programma di test, ai prototipi si è aggiunto anche il primo A330-900 di serie, prima della sua consegna a TAP Air Portugal. In questo modo ai test si è aggiunto anche il primo aereo dotato di una cabina passeggeri intera e già nella conformazione definitiva. In totale Airbus ha previsto di effettuare circa 1 400 ore di test per ottenere le certificazioni necessarie.

## Versioni

### A330-800

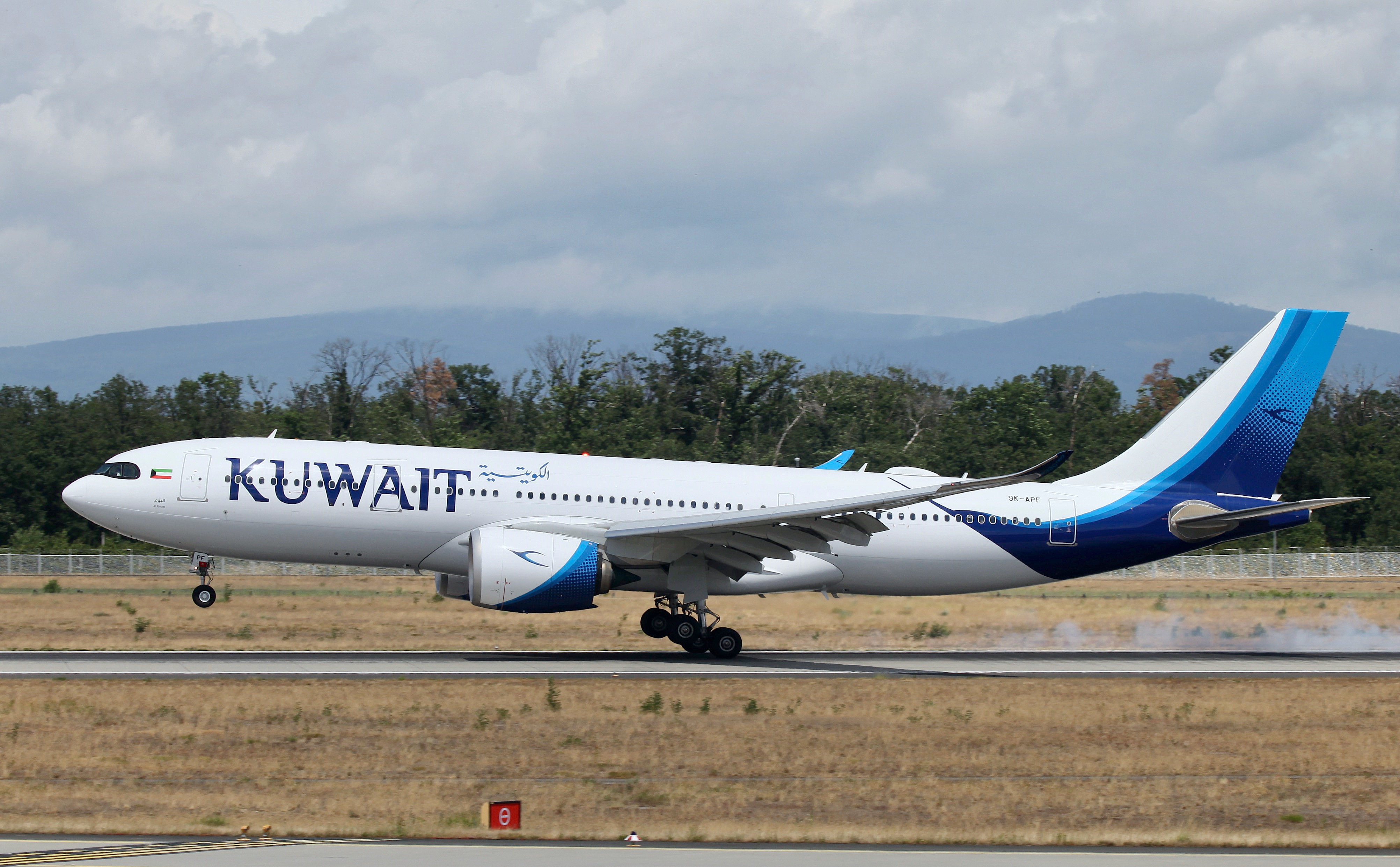
Un A330-800neo di Kuwait Airways

L'A330-800 mantiene la lunghezza della fusoliera dell'A330-200, ma può ospitare sei passeggeri in più (per un totale di 252) con una cabina ottimizzata con sedili economy da 45 centimetri. Questa versione ha un'autonomia di 15 094 chilometri (8 150 nmi) con 257 passeggeri.
Dopo il primo volo del -900 il 19 ottobre 2017, Hawaiian Airlines (allora l'unico cliente per la variante -800) ha considerato di modificare il suo ordine aggiungendo sei -800 (togliendo sei -900), cercando di adattare al meglio la sua attuale rete in Asia e Nord America tenendo conto della futura crescita, possibilmente in Europa. La domanda per la versione -800 è scesa al 3%, mentre la -200, la sua controparte della versione ceo, è al 40%: il suo vantaggio di autonomia si è eroso con le maggiori capacità della -900, e sebbene offra carburante inferiore per viaggio, i costi operativi per posto sono maggiori. La domanda per questa versione è rimasta a lungo limitata dai bassi prezzi del carburante e dal fatto che gli esemplari -200 che potrebbe andare a sostituire dal 2020 sono ancora relativamente giovani.
Nel marzo 2018 la Airbus ha valutato di non avviare affatto la produzione della versione, dopo che l'unico cliente Hawaiian ha confermato l'annullamento del suo ordine per sei A330-800, sostituendoli con dieci Boeing 787-9.
Tuttavia, nel corso dell'anno, nuove compagnie aeree hanno manifestato interesse per la versione più corta dell'A330neo. Nel luglio 2018 Uganda National Airlines Company ha siglato un memorandum per due esemplari, convertito in ordine l'8 aprile 2019. Un altro ordine da Kuwait Airways per otto A330-800 è seguito nell'ottobre 2018; la compagnia del Kuwait è stata scelta per questo come cliente di lancio.
L'A330-800 ha ricevuto la certificazione da EASA il 13 febbraio 2020. Il primo aereo, configurato con 226 posti di cui 23 in business class, avrebbe dovuto essere consegnato a Kuwait Airways nel marzo 2020, poi posticipato a ottobre dello stesso anno a causa della pandemia di COVID-19.
Rispetto al 787-8, il diretto concorrente, l'A330-800 ha uno svantaggio dell'1% sulla quantità di carburante necessaria per viaggio (-5% a causa del peso ma +4% grazie all'apertura alare più elevata) ma consuma il 4% in meno di carburante per posto a sedere con 13 posti in più in una configurazione a otto (2-4-2) e l'8% in meno con 27 posti in più a nove (3-3-3) con sedili e corridoi larghi 43 centimetri.

### A330-900

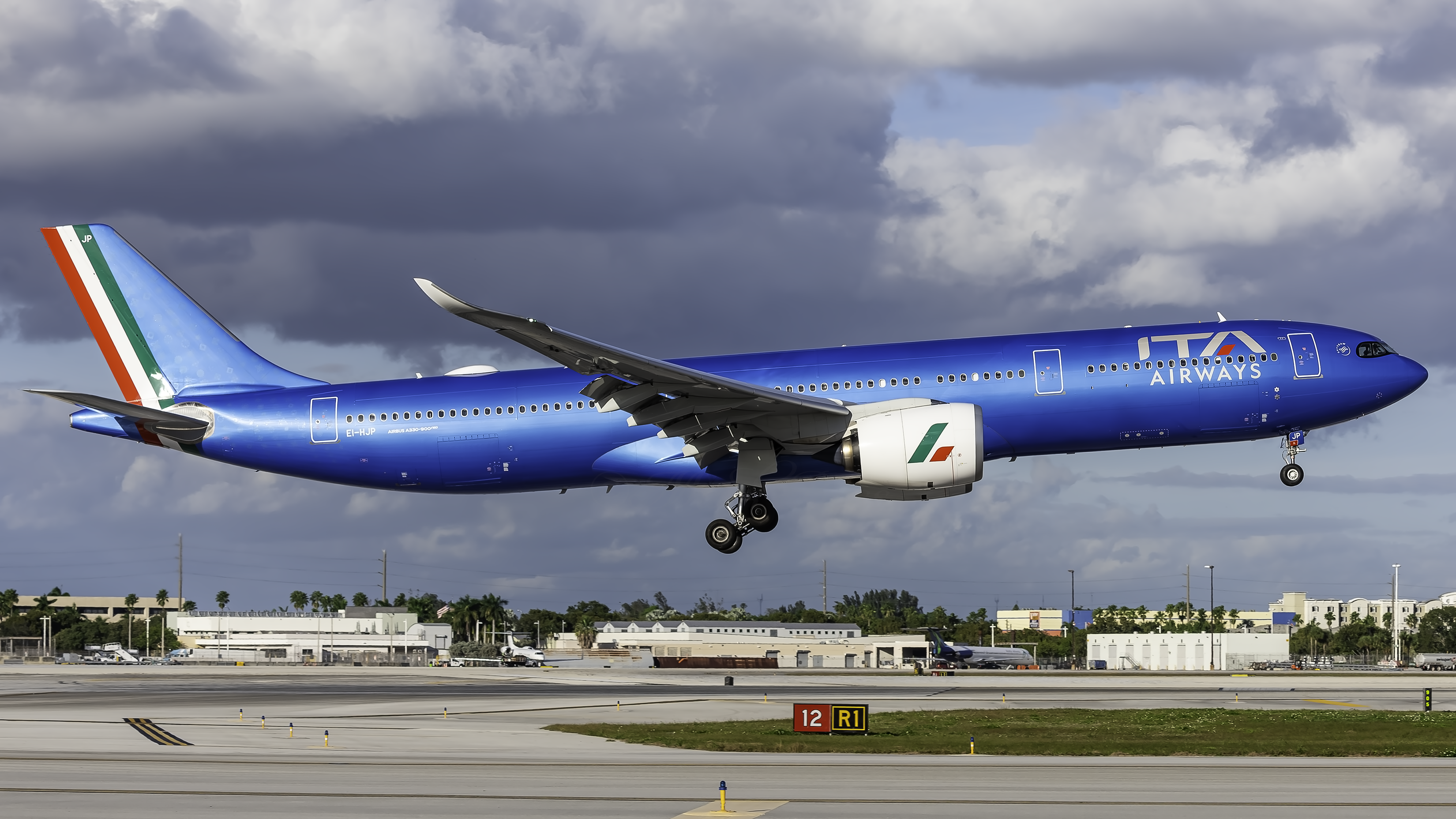
Un A330-900neo di ITA Airways

L'A330-900 mantiene la lunghezza della fusoliera dell'A330-300. L'ottimizzazione della cabina consente dieci posti aggiuntivi (310 passeggeri) con sedili economy da 45 centimetri. Trasportando 287 passeggeri, questa versione ha un'autonomia di 13 334 chilometri (7 200 nmi).
Delta Air Lines prevede una riduzione del 20% dei costi operativi per posto rispetto al Boeing 767-300ER che andrà a sostituire.
Un'ulteriore riconfigurazione dei servizi della cabina consente a questa versione di ospitare fino a 460 passeggeri in un layout all-economy. Ciò supera l'attuale limite massimo di 440 posti consentito dal certificato e richiede una modifica delle porte per soddisfare i requisiti riguardanti le uscite di emergenza. Nel novembre 2019, il numero massimo di passeggeri trasportabili è aumentato a 460, grazie all'installazione di nuove uscite di "tipo A+" con uno scivolo di evacuazione a doppia corsia.

### Versione cargo

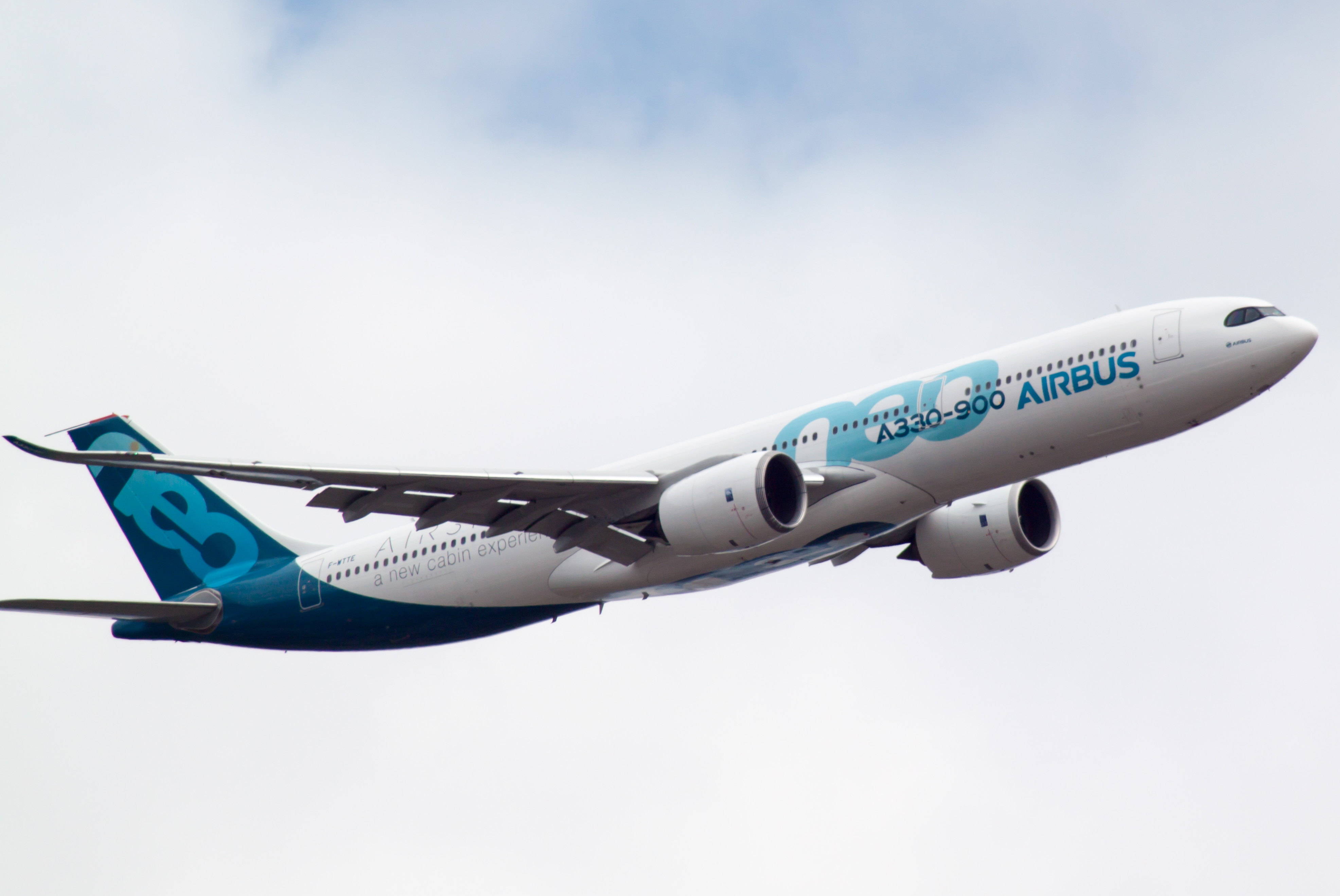
A330-900neo al Farnborough Airshow

Amazon.com e United Parcel Service hanno spinto per una versione cargo, risultato dell'allungamento della versione A330-900, per trasportare più merci su un raggio più breve, ma i Boeing 767 e gli A330 in versione passeggeri non più in servizio offrono un grande potenziale di conversione. Il costo di sviluppo sarebbe inferiore rispetto all'inizio di un nuovo programma, poiché gran parte del progetto sarebbe importato dalla versione cargo A330-200F.

## Dati tecnici
| Dati                                    | A330-800neo               | A330-900neo               |
| --------------------------------------- | ------------------------- | ------------------------- |
| Codice ICAO                             | A338                      | A339                      |
| Codice IATA                             | 338                       | 339                       |
| Equipaggio in cabina di pilotaggio      | 2 piloti                  | 2 piloti                  |
| Capacità massima passeggeri             | 406                       | 460                       |
| Lunghezza totale                        | 58,36 m                   | 63,69 m                   |
| Diametro cabina                         | 5,18 m                    | 5,18 m                    |
| Diametro fusoliera                      | 5,64 m                    | 5,64 m                    |
| Larghezza piano orizzontale             | 19,40 m                   | 19,40 m                   |
| Apertura alare                          | 64,00 m                   | 64,00 m                   |
| Superficie alare                        | 465,0 m²                  | 465,0 m²                  |
| Freccia alare                           | 31,6°                     | 31,6°                     |
| Altezza fusoliera                       | 7,77 m                    | 7,83 m                    |
| Altezza totale                          | 18,29 m                   | 17,13 m                   |
| Passo                                   | 22,19 m                   | 25,38 m                   |
| Peso operativo a vuoto (OEW)            | 135 000 kg                | 140 000 kg                |
| Peso massimo senza carburante (MZFW)    | 172 000 kg                | 177 000 kg                |
| Peso massimo durante il rullaggio (MTW) | 242 900 kg                | 242 900 kg                |
| Peso massimo al decollo (MTOW)          | 242 000 kg                | 242 000 kg                |
| Peso massimo all'atterraggio (MLW)      | 186 000 kg                | 191 000 kg                |
| Carico utile massimo                    | 44 000 kg                 | 44 000 kg                 |
| Capacità cargo                          | 132,4 m³                  | 158,4 m³                  |
| Capacità massima carburante             | 139 090 L                 | 139 090 L                 |
| Velocità di crociera                    | 0,86 Mach (1 061,92 km/h) | 0,86 Mach (1 061,92 km/h) |
| Velocità massima                        | 0,89 Mach (1 098,97 km/h) | 0,89 Mach (1 098,97 km/h) |
| Autonomia                               | 8 150 nmi 15 094 km       | 7 200 nmi 13 334 km       |
| Quota di tangenza                       | 43.100 ft (13.136 m)      | 43.100 ft (13.136 m)      |
| Motori (x2)                             | RR Trent 7000-72          | RR Trent 7000-72          |
| Spinta (x2)                             | 289-324 kN                | 289-324 kN                |

## Utilizzatori
Molti dei clienti dell'Airbus A330neo sono operatori che stanno sostituendo la prima generazione di A330, costituita dalle versioni -200 e -300.
Ad aprile 2025, tutti i 123 esemplari consegnati sono operativi.
Gli utilizzatori sono:
- Delta Air Lines (29 esemplari)
- TAP Air Portugal (19 esemplari)
- Condor Flugdienst (18 esemplari)
- ITA Airways (11 esemplari)
- Cebu Air (7 esemplari)
- Lion Air (7 esemplari)
- Azul Linhas Aéreas (5 esemplari)
- Corsair International (5 esemplari)
- Kuwait Airways (4 esemplari)
- Starlux Airlines (4 esemplari)
- Virgin Atlantic Airways (4 esemplari)
- Garuda Indonesia (3 esemplari)
- Aircalin (2 esemplari)
- Air Mauritius (2 esemplari)
- Air Senegal (2 esemplari)
- Orbest (2 esemplari)
- Sunclass Airlines (2 esemplari)
- Uganda Airlines (2 esemplari)
- Air Greenland (1 esemplare)
- Thai AirAsia X (1 esemplare)